# Ted Hughes
Ted Hughes OM (Mytholmroyd, 1930. augusztus 17. – London, 1998. október 28.), született Edward James Hughes, angol költő és meseíró, a huszadik század második felének kiemelkedő jelentőségű irodalmi alakja, Sylvia Plath férje, Pilinszky János egyik fordítója.

## Élete

### Korai évei

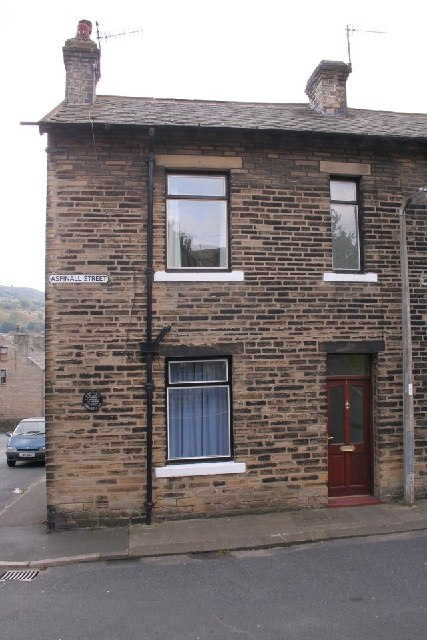
Ted Hughes szülőháza Mytholmroydban

Egy nyugat-yorkshire-i faluban, Mytholmroyd-ban született 1930. augusztus 17-én, szülei harmadik gyermekeként. Bátyja, Gerald 10 évvel, a nővére Olwyn 2 évvel volt idősebb nála. Életének e kezdeti szakasza, saját bevallása szerint, alapvetően meghatározta látásmódját. ("My first 6 years shaped everything.")
Hétéves korában, a család Yorkshire déli részére költözött Mexborough-ba, ahol egy trafikot nyitottak.
Tanulmányait a helyi iskolában kezdte meg, ahol tanára bátorította, hogy írjon; 1946-ban az egyik korai versét (Wild West) és egy rövid novelláját publikálta az iskola újságjában (The Don and Dearne), amit további versek követtek 1948-ban. Ugyanebben az évben elnyert egy ösztöndíjat a cambridge-i Pembroke College-ba, de először két évre bevonult katonának a brit Királyi Légierőhöz, ahol rádió/távíró-szerelő volt egy kelet-yorkshire-i, elszigetelt, háromfős állomáson; miközben Shakespeare-rel múlatta az időt, és figyelte a fű növekedését.

### Magánélete, halála
A cambridge-i Pembroke College-ban régészetet és antropológiát tanult 1951-től. A tanulás mellett sorra jelentek meg írásai kisebb újságokban, egyetemi lapokban.
Miután lediplomázott, Londonban vállalt munkát: filmekben statiszta, állatkerti alkalmazott, kertész.
Barátaival megalapította a St. Botolph’s Review című irodalmi magazint. A lap elindítására rendezett ünnepségen ismerkedett meg Sylvia Plath amerikai költőnővel, aki akkor ösztöndíjjal Cambridge-ben tartózkodott, s pár hónap múlva, 1956. június 16-án már össze is házasodtak. Plath biztatására beküldte első verseskötetét egy pályázatra, ahol első díjat nyert; 1957-ben jelent meg, The Hawk in the Rain (Sólyom az esőben) címmel, nagy sikert aratva a kritikusok körében.
Ted és Sylvia Massachusetts-be költöztek, ahol Ted a helyi egyetem előadója lett. 1959-ben visszatértek Londonba, majd egy devoni kisvárosba költöztek. 1960-ban kiadták Sylvia első (The Colossus), és Hughes második kötetét Lupercal címmel, amivel Hughes elnyerte a Somerset Maugham- és Hawthorn-díjat.
Ugyanebben az évben megszületett első gyermekük, Frieda, 1962-ben pedig Nicholas, ám Hughes még ebben az évben elhagyta Plath-t szeretője, Assia Wevill kedvéért. Plath nem sokkal később öngyilkosságot követett el. Ekkor Hughes évekre felhagyott a versírással, ehelyett Plath hagyatékát gondozta. A közvélemény jelentős része mélyen elítélte, mert felelősnek tartotta felesége haláláért.
1965-ben megszületett Shura Hughes, Assia Wevill és Ted Hughes közös gyermeke, de a kislány nem érte meg ötödik életévét sem, ugyanis anyja, 1969-ben – Sylvia Plath-hoz hasonlóan – magára nyitotta a gázcsapot, és mindketten meghaltak. A rákövetkező évben Ted Hughes ismét megházasodott, ezúttal Carol Orchard ápolónőt vette el, s noha továbbra is voltak viszonyai más nőkkel, ez a kapcsolat Hughes haláláig fennmaradt. Továbbra is Devonban élt, egészen haláláig; 1998. október 28-án szívrohamot kapott. Előtte már vastagbélrákkal is kezelték. A temetési szertartás a North Tawton templomban volt, majd Exeterben hamvasztották el; hamvait Dartmoorban, a Cranmere tó mellett szórták szét (külön királynői engedéllyel).
November 3-i temetésén Seamus Heaney mondott beszédet:
"No death outside my immediate family has left me feeling more bereft. No death in my lifetime has hurt poets more. He was a tower of tenderness and strength, a great arch under which the least of poetry's children could enter and feel secure. His creative powers were, as Shakespeare said, still crescent. By his death, the veil of poetry is rent and the walls of learning broken."
[Fordításban: A közvetlen családomon kívül egy halálesettől sem éreztem magam ennyire kiüresedve. Amióta csak élek, egy haláleset sem okozott költőknek ekkora fájdalmat. A gyengédség és az erő bástyája volt, egy hatalmas boltív, amely alá a költészet legkisebb gyermekei is beléphettek és biztonságban érezhették magukat. Alkotóereje, ahogy Shakespeare mondta, újhold volt még. Halálával a költészet fátyla szétszakadt, a tudás falai leomlottak.]

## Munkássága
Másfél évtized alatt (1960–1977) mindössze három kötete jelent meg: A Wodwo (1967) versei, egy sci-fi novella, a The Iron Man (1968) és a Crow (Varjú) című mitológiai alapokra épülő versciklusa (1970). Ezek után sorban adták ki verseit, novelláit, fordításait, gyermekkönyveit (pl. Tales from Ovid, Difficulties of a Bridegroom, Under the North Star). Az 1970-es évek közepén Csokits Jánossal Pilinszkyt fordított (Selected Poems by János Pilinszky, 1976), meg is hívta őt közönségtalálkozóra Angliába. Munkája elismerést váltott ki magasabb körökben is. Sir John Betjeman halála után, 1984-ben, Philip Larkin lemondott javára a megtisztelő címről, így megválasztották Anglia koszorús költőjévé. 1998-ban – 35 évnyi hallgatást megtörve – publikálta halott feleségéhez, Sylviához írt vallomásos levélszerű verseinek gyűjteményét, Születésnapi levelek c. kötetében.

## Válogatott kötetei
- The Hawk in the Rain (1957)
- Pike (1959)
- Lupercal (1960)
- Crow (1971)
- Cave Birds (1979)
- Moortown (1980)
- Selected Poems 1957-1981 (1982)
- Flowers and Insects (1986)
- Wolfwatching (1990)
- Tales from Ovid (1997)
- Birthday Letters (1998)

## Magyarul
- A Vasember; ford. Damokos Katalin; Móra, Bp., 1981
- Varjú. A varjú életéből és dalaiból; ford. Báthori Csaba; Orpheusz Könyvek, Bp., 1997
- A Hold-bálnák; ford., utószó Zsille Gábor; Orpheusz Könyvek, Bp., 2000
- Születésnapi levelek; ford. Géher István et al.; Európa, Bp., 2001

## Fordítás
- Ez a szócikk részben vagy egészben  a   Ted Hughes című angol Wikipédia-szócikk fordításán alapul.  Az eredeti cikk szerkesztőit annak laptörténete sorolja fel. Ez a jelzés csupán a megfogalmazás eredetét és a szerzői jogokat jelzi, nem szolgál a cikkben szereplő információk forrásmegjelöléseként.